# Binary engine
『binary engine』（バイナリー・エンジン）は2007年7月4日にリリースされたaccessの6thアルバム。発売元はソニー・ミュージックアソシエイテッドレコーズ。

## 概要
累計売上は1.7万枚を記録。収録曲「瞳ノ翼」は後にシングルカットされた。「Life goes on」「Shadow over the world」は、accessの作品では初めてTM NETWORK等の作詞を手掛けている小室みつ子が詞を提供した。初回限定版には「access TOUR 2007 -diamond cycle-」中野サンプラザ公演のライブ映像を収録したDVDが、通常版にはステッカーが付属。また、2007年9月15日にSME乃木坂ビルで行われたファンイベントへの応募ハガキが封入された。
「SUMMER NIGHT BREEZER」は発表当初「～真夏のシンデレラ～」というサブタイトルがついていたが、CD化の時点でサブタイトルはなくなっている。

## 収録曲
| 全作曲・編曲: 浅倉大介。 |                                    |            |            |      |
| #                        | タイトル                           | 作詞       | 作曲・編曲 | 時間 |
| 1.                       | 「Awake」                          | 井上秋緒   | 浅倉大介   | 4:31 |
| 2.                       | 「Closet」                         | 貴水博之   | 浅倉大介   | 3:56 |
| 3.                       | 「Life goes on」                   | 小室みつ子 | 浅倉大介   | 3:51 |
| 4.                       | 「Wild in the desert」             | 貴水博之   | 浅倉大介   | 3:50 |
| 5.                       | 「SUMMER NIGHT BREEZER」           | 貴水博之   | 浅倉大介   | 6:10 |
| 6.                       | 「biologic engine (Instrumental)」 |            | 浅倉大介   | 6:45 |
| 7.                       | 「Gone too Soon」                  | 貴水博之   | 浅倉大介   | 3:13 |
| 8.                       | 「Shadow over the world」          | 小室みつ子 | 浅倉大介   | 4:37 |
| 9.                       | 「High and Scream」                | 貴水博之   | 浅倉大介   | 3:16 |
| 10.                      | 「瞳ノ翼〜binary version」         | 井上秋緒   | 浅倉大介   | 3:32 |
| 合計時間:                | 合計時間:                          | 合計時間:  | 43:41      |      |

## 楽曲解説
1. Awake
2. Closet
3. Life goes on
4. Wild in the desert
5. SUMMER NIGHT BREEZER
前作「diamond cycle」収録の『Stay』の原曲である。こちらのほうが全体的にキーが高い。
6. biologic engine (Instrumental)
7. Gone too Soon
8. Shadow over the world
9. High and Scream
10. 瞳ノ翼〜binary version
後に15thシングル用にリミックスされてシングルカットされている。

## 参加ミュージシャン・スタッフ
- プログラミング&キーボード：浅倉大介
- ギター：葛城哲哉（#1.3.4.5.7.8.9.10）
- コーラス：Emiko Nishiyama（#9）
- レコーディング・エンジニア：浅倉大介
- レコーディング・エンジニア：大里正毅（Satoyan Music）
- ミキシング・エンジニア：浅倉大介
- ミキシング・エンジニア：大里正毅（Satoyan Music）
- マスタリング・エンジニア：前田康二（Bernie Grundman Mastering）
- ディレクター：井上哲生（Sony Music Entertainment Cp Factory）
- A&R：今泉秀一郎（Sony Music Associated Records）
- エグゼクティブ・プロデューサー：安部裕子（Sony Music Artists）
- エグゼクティブ・プロデューサー：菅原潤一（Guan Barl）
- スーパーバイザー：大塩泰之、大谷英彦、清水浩（Sony Music Associated Records）